# Большая разница (фестиваль)
«Большая разница в Одессе» — международный фестиваль пародий и юмора, проводившийся с 2010 по 2012 год в Одесском театре оперы и балета.
Первый фестиваль прошёл 15—16 августа 2010 года, второй — с 10 по 14 августа 2011 года. В отличие от фестиваля 2010 года, второй фестиваль включал в себя не только выступления конкурсантов и артистов «Большой разницы», но и концерты «Игудесман и Чу», «Прожекторперисхилтон» и «Шоу ни бе ни ме нехило» с «Квартетом И», поэтому фестиваль 2011 года длился пять дней. Третий фестиваль прошёл с 17 по 19 августа 2012 года.
Организаторами фестиваля являлись создатели популярной российской телепередачи «Большая разница» — продюсеры продюсерской компании «Среда» Александр Цекало и Руслан Сорокин. Ведущие — Иван Ургант и Александр Цекало.
На «Первом канале» телеверсия первого фестиваля была показана 17 и 24 сентября 2010 года, повторно показана 4 и 5 ноября 2010 и 1 мая 2011 года. На Украине концерт транслировал телеканал «ICTV».
16 и 23 сентября 2011 года на «Первом канале» была показана телеверсия второго фестиваля, а 7 и 14 октября — на украинском канале «1+1». Повтор на «Первом канале» транслировался 20 и 27 ноября 2011 года и 2 мая 2014 года; 29 апреля 2012 года был показан дайджест лучших номеров из двух фестивалей.
Телеверсия третьего фестиваля прошла на «Первом канале» 23, 30 сентября и 7 октября 2012 года, а на украинском канале «Интер» — 28 сентября, 5 и 20 октября 2012 года.

## Первый фестиваль (2010)

### Награждённые
- Елена Полякова, представленная в номинации «Альтернативная пародия», получила приз от официальной радиокомпании фестиваля «Юмор FM» за сказку «Красная шапочка», если бы действие разворачивалось в настоящее время. Дипломом награждал Максим Забелин, продюсер радиостанции.
- Сергей Волковницкий («Бумажный Человек»), представленный в номинации «Альтернативная пародия», получил приз от официальной газеты фестиваля «Комсомольская правда», а также «Приз зрительских симпатий»[8], который он получил в 35-м выпуске, за пародии на Шнура, Никиту Михалкова, Михаила Жванецкого, Геннадия Малахова, а также на песню «Йогурты» группы «Жуки». После фестиваля снимался в нескольких выпусках «Большой разницы»[9].
- Артур Федорович, представленный в номинации «Пародия в образе», получил «Золотую тормашку» за пародию на Владимира Высоцкого, критикующего современную музыку.
- Илья Рыбин, представленный в номинации «Альтернативная пародия», получил «Золотую тормашку» за пародии на Евгения Плющенко, Шакиру, Тарзана, Жореса Алфёрова и Пьера Ришара.
- Александр Чистяков, представленный в номинации «Мультипародия» получил «Золотую тормашку» за пародии на Юрия Никулина, Песняров, Людмилу Зыкину, Адриано Челентано и его песню «Confessa», Михаила Боярского и Леонида Утёсова.
- Андрей Баринов, представленный в номинации «Мультипародия», получил «Гран-при» (контракт с «Большой разницей»)[10], а также автомобиль Лада Приора за пародии на Николая Баскова, Анжелику Варум, Илью Лагутенко, дуэт Бориса Моисеева с Людмилой Гурченко и Аллу Пугачёву[11].

### Номера

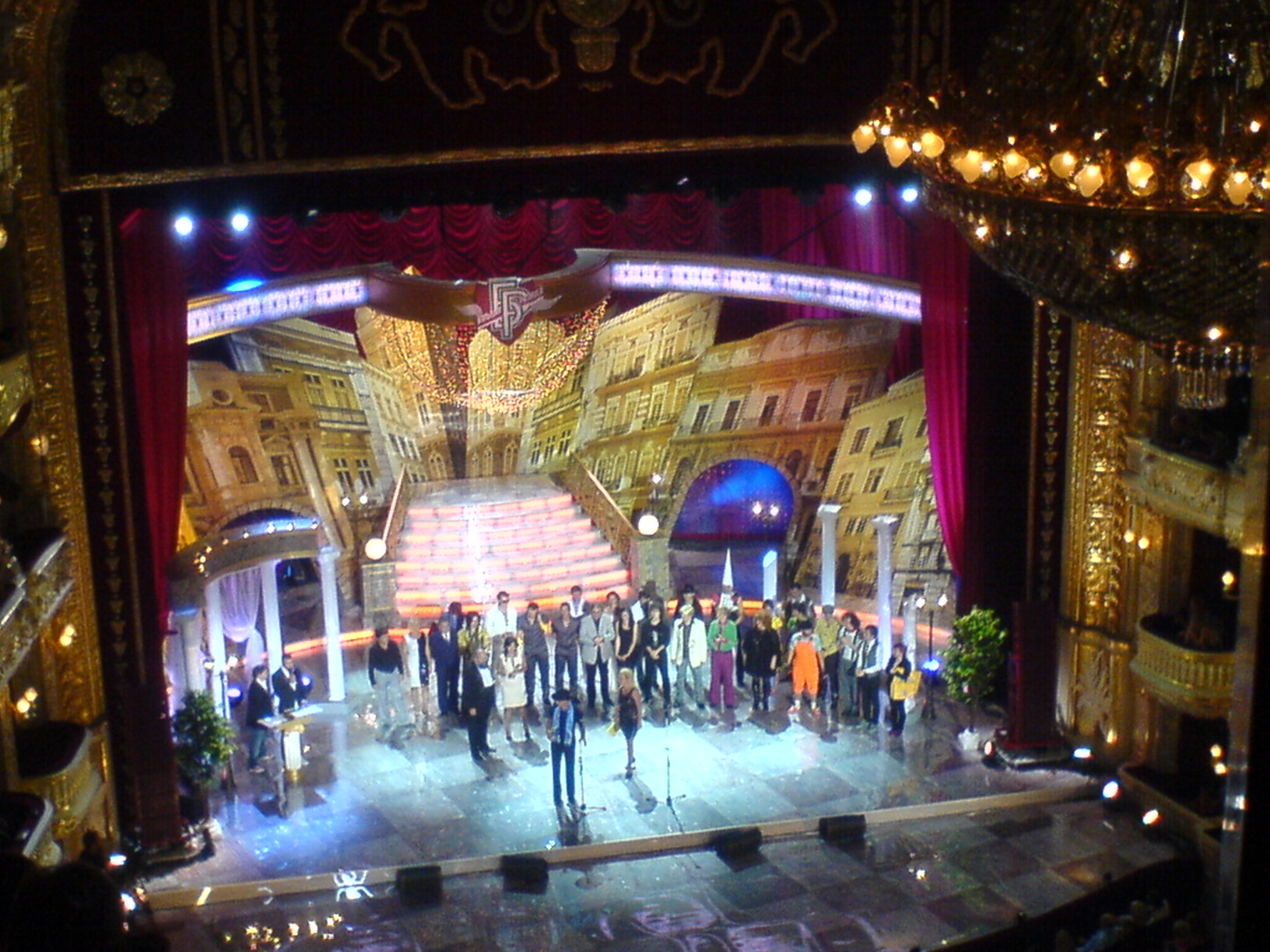
Михаил Боярский вручает призы победителям фестиваля

Между выступлениями участников артисты российской и украинской версий «Большой разницы» исполнили следующие пародии:
- Пришедшие на красную ковровую дорожку фестиваля Алла Пугачёва, Максим Галкин, Фёдор Бондарчук, Никита Джигурда, Рената Литвинова, Анфиса Чехова, Андрей Макаревич, Евгений Петросян, Людмила Гурченко;
- Псевдо-ведущие фестиваля: Ксения Собчак и Андрей Малахов;
- Президенты Виктор Янукович, Дмитрий Медведев и Александр Лукашенко на открытии фестиваля;
- Члены жюри фестиваля — Анатолий Вассерман, Михаил Боярский, Тина Канделаки и Лариса Долина, отдыхающие на пляже;
- «Дискотека 80-х»: пародии на Сергея Минаева и Владимира Маркина, группы «Modern Talking» и «Кар-Мэн», а также на Валерия Леонтьева;
- Эдуард Хиль с песней «Трололо»;
- Леди Гага и Михаил Боярский с миксом из песен «Bad Romance» и «Зеленоглазое такси»;
- Александр Розенбаум;
- Борис Бурда на своём дне рождения;
- Лариса Долина.

#### Первый день
Категория «В образе»:
- Геннадий Соколик — пародия на Филиппа Киркорова;
- Елена Тержова — пародия на Аллу Пугачёву;
- Наталья Шилова — пародия на Анастасию Приходько;
- Артур Федорович — пародия на Владимира Высоцкого, критикующего современную эстраду;

Категория «Альтернативная пародия»:
- Сергей Волковницкий — пародия на Шнура, Никиту Михалкова, Михаила Жванецкого, Геннадия Малахова, а также на песню «Йогурты» группы «Жуки»;
- Валентин Стрыкало — песня всем красивым и гламурным девушкам, которые всего добились сами; песня Диме Билану;
- Сева Москвин — музыкальные пародии;

Категория «Мультипародия»:
- Андрей Баринов — пародии на Николая Баскова, Анжелику Варум, Илью Лагутенко, дуэт Бориса Моисеева с Людмилой Гурченко и Аллу Пугачёву;
- Сергей Лагутенко — пародия на советских артистов;
- Алина Цибан — о мужчинах голосами известных певиц.

#### Второй день
Категория «В образе»:
- Анна Терещенко — пародия на Лену Майер;
- Вадим Сафрошкин — пародия на Юрия Антонова;
- Владимир Бутенко и Денис Смык — пародия на группу «Чай вдвоём»;
- Виктор Сафронов — пародия на Равшана (Михаил Галустян) из скетчкома «Наша Russia»;
- Сергей Кузьменко — пародия на Виктора Цоя;

Категория «Альтернативная пародия»:
- Елена Полякова — сказка «Красная шапочка»;
- Илья Рыбин — пародии на Евгения Плющенко, Шакиру, Тарзана, Жореса Алфёрова и Пьера Ришара;
- Иван Болокан — наблюдение за животными;

Категория «Мультипародия»:
- Дмитрий и Александр Яницкие — большая разница между популярными артистами;
- Александр Чистяков — пародия на песни популярных артистов.

### Над фестивалем работали

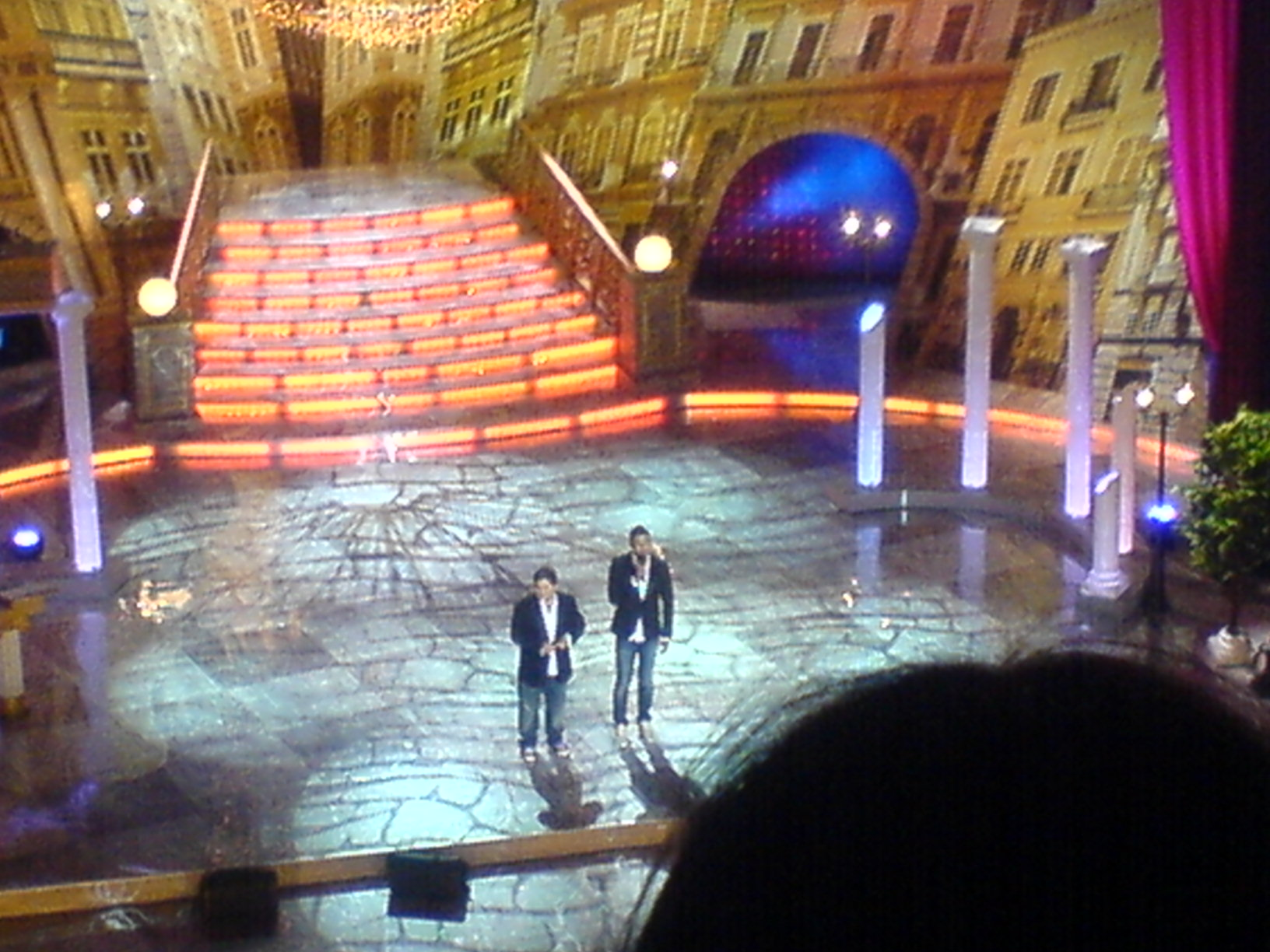
Ведущие фестиваля — Иван Ургант и Александр Цекало

#### Артисты
- Нонна Гришаева;
- Александр Олешко;
- Сергей Бурунов;
- Светлана Галка;
- Дмитрий Малашенко;
- Игорь Кистол;
- Владимир Кисаров;
- Маруся Зыкова;
- Назар Заднепровский;
- Вячеслав Манучаров;
- Алексей Федотов;
- Виктор Андриенко;

#### Жюри
- Тина Канделаки;
- Лариса Долина;
- Михаил Боярский;
- Анатолий Вассерман.

## Второй фестиваль (2011)

### Награждённые
- Номинация «Пародия в образе»: Олеся Лаврентьева из Челябинска, представившая мини-спектакль о романе Эдит Пиаф с русским мужчиной;
- Номинация «Альтернативная пародия»: Александр Шаляпин из Люберец, представивший стендап-миниатюру с элементами битбокса;
- Номинация «Мульти-пародия»: 9-летний Ерёма Черевко из Волгограда, уже снимавшийся в нескольких выпусках «Большой разницы».
- Гран-при фестиваля: Ирида Хусаинова, выступившая в образах Аниты Цой, Жанны Фриске, Анжелики Варум и Елены Ваенги. В качестве приза Ирида получила отдых в Карловых Варах, а также подписала контракт с передачей[12].

Специальные призы:
- Приз от «Комсомольской правды» получил Владимир Шнитко, выступивший в образе Гарика Харламова, в качестве приза Владимиру Шнитко была вручена видеокамера (из украинской телеверсии награждение было вырезано);
- Приз от «Комсомольской правды в Украине» получил восемнадцатилетний Никита Козырев из Одессы, показавший 51 пародию за 3 минуты[12][13][14] (в телеверсии 36). В качестве приза он получил сертификат на 30-томное собрание «Великих художников» (из российской телеверсии награждение было вырезано);
- Приз от «Юмор FM» достался популярному трио «НеМощные», ранее участвовавшему в телепередаче «Видеобитва» (из украинской телеверсии награждение было вырезано).

### Номера

#### Первый день
- Оркестр национального академического театра Оперы и Балета;
- Иван Ургант и Александр Цекало — песня про Костю;
- выступление Igudesman & Joo;
- реклама чая «Акбар»;

Номинация «В образе»:
- Владимир Шнитко — пародия на Гарика Харламова;
- Александр Малягулин — пародия на Диму Билана;
- Денис Врублевский — пародия на Григория Лепса;
- Пётр Зименс — пародия на группу «Scorpions»;

Вне конкурса:
- Пародия на Тётю Симу и членов жюри, желающих снять у неё жильё;
- Пародия на звёзд, пытающихся пройти на съёмку в зал;

«Альтернативная пародия»:
- Иван Замотаев — пародии на классические, эстрадные, праздничные и сценические песни на баяне;
- «НеМощные» — пародия на бойзбэнд;
- Баймурат Аллабериев — песня «Jimmy Aaja»;
- Иван Гаркавик — битбокс;

Вне конкурса:
- Сергей Волковницкий и Илья Рыбин — анатомические пародии;
- Пародия на звёзд, пытающихся пройти на съёмку в зал;
- Пародия на Стаса Михайлова и Таисию Повалий;

Номинация «Мультипародия»:
- Бактияр Дастанбек уулу — наблюдения за людьми;
- Виталий Холодок — о трудной работе на радио;
- Ерёма Черевко — пародия на знаменитостей в детстве;

Вне конкурса:
- Пародия на свадьбу Андрея Малахова;
- Звёзды всё-таки прошли в зал на съёмку, но поскольку опоздали, решают поселиться в театре до следующей пятницы.

#### Второй день
- Ксения Собчак — пародия на Леди Гагу;
- Андрей Баринов — пародия на Джастина Бибера, Элтона Джона, Элвиса Пресли, Луи Армстронга, Майкла Джексона;
- Пародия на звёзд на балконе;

Номинация «Мультипародия»:
- Вадим Плохотников — пародии на лица известных телеведущих;
- Никита Козырев — скоростная пародия (51 пародия за 3 минуты[15]);
- Ирида Хусаинова — пародии на Аниту Цой, Жанну Фриске, Анжелику Варум и Елену Ваенгу;

Вне конкурса:
- Пародия на членов жюри, оказавшихся на одесском пляже;
- Пародия на звёзд на балконе;

Номинация «Альтернативная пародия»:
- «Пиво вдвоём» — короткие песенки;
- Александр Шаляпин — менеджер ночью перед отчётом;
- Рузиль Гатин и Даниель Кайгермазов — пародия на футбольных комментаторов;

Вне конкурса:
- Пародия на известных ретро-исполнителей — группу Europe, дуэт Ottawan, Сабрину и др.
- Пародия на звёзд на балконе;

Номинация «В образе»:
- Геннадий Лернер — пародия на Фредди Меркьюри;
- Максим Тихонов — пародия на Сергея Зверева;
- Александра Серебро и Кристина Поликарпова — пародия на группу «Гости из будущего»;
- Олеся Лаврентьева — фантазия об Эдит Пиаф;

Вне конкурса:
- Пародия на фестиваль «Новая волна»;
- Награждение;
- Финальная песня «Ла-Ла-Ла».

### Над фестивалем работали

#### Артисты
- Андрей Бедняков;
- Нонна Гришаева;
- Александр Олешко;
- Светлана Галка;
- Дмитрий Малашенко;
- Игорь Кистол;
- Владимир Кисаров;
- Маруся Зыкова;
- Назар Заднепровский;
- Александр Лобанов;
- Вячеслав Манучаров;
- Алексей Федотов;
- Виктор Андриенко;

#### Жюри
- Ксения Собчак;
- Сергей Безруков;
- Михаил Боярский;
- Борис Бурда[16].

## Третий фестиваль (2012)

### Награждённые
- Категория «Variety»: Александр Батуев, номер «Утренняя гимнастика». Награда — «Золотая тормашка» — была вручена победителю членом жюри Александром Васильевым;
- Категория «Музыкальный номер»: дуэт «Унисон», номер «Фотографирование пианистки». «Золотая тормашка» была вручена членом жюри Леонидом Барацем;
- Категория «Миниатюра»: дуэт «Партизаны», номера «Уборщица в кукольном театре», «Очень большой комар». «Золотая тормашка» была вручена членом жюри Иваном Охлобыстиным;
- Категория «Stand Up»: Антон Борисов, номер «Фоновые мелодии в американских фильмах». «Золотая тормашка» была вручена членом жюри Михаилом Боярским;
- Категория «Пародия»: дуэт Александра Скичко и Валерия Юрчёнко, номер «Критикующая пародия-попурри на российских и иностранных певцов». «Золотую тормашку» вручал продюсер и ведущий шоу Александр Цекало;
- Гран-при: Олег Есенин, номер «Привычные герои в необычных ситуациях». «Золотую тормашку» вручала актриса шоу и член жюри фестиваля Нонна Гришаева. Так же, как и победители предыдущих фестивалей, Есенин должен был получить контракт на съёмки в шоу «Большая разница», однако этого не произошло, так как ранее Олег подписал контракт с «Comedy Club Production», согласно которому на постоянной основе он мог появляться только в эфире ТНТ[17].

Специальные призы:
- Приз от газеты «Комсомольская правда» получил Аркадий Томилов, выступивший в образе доктора Быкова (Иван Охлобыстин) из сериала «Интерны». «Золотая тормашка» была вручена редактором отдела телевидения «Комсомольской правды» Павлом Садковым;
- Призы от радиостанции «Юмор FM» получил Виталий Коломиец (сценарист первого выпуска «Большой разницы»[18]) за номер «Воспитание детей» в категории «Stand Up». Помимо «Золотой тормашки», победитель получил ротацию на сто эфиров своего выступления в эфире «Юмор FM». Награды были вручены продюсером радиостанции Максимом Забелиным;
- Приз зрительских симпатий получил Геннадий Ткаченко-Папиж за номер «Звуки природы» в категории «Variety». «Золотую тормашку» победителю вручил ведущий шоу Иван Ургант.

### Номера

#### Первый день
- Решение конфликтов между звёздами на ринге в исполнении загримированных участников Независимой федерации рестлинга (пародии на ведущих Дмитрия Губерниева и Дмитрия Нагиева, участников — Тимати, Филиппа Киркорова, Анастасию Волочкову, Никиту Джигурду, Анатолия Вассермана и др.);
- Александр Олешко и Нонна Гришаева — пародия на Фредди Меркьюри и Монсеррат Кабалье, исполняющих оперетту о «Большой разнице»;

Категория «Пародия»:
- Аркадий Томилов — пародия на доктора Быкова (Иван Охлобыстин) из сериала «Интерны»;
- Михаил Озеров — пародия на многих музыкальных исполнителей советской и российской эпох;
- Александр Скичко и Валерий Юрченко — критикующая пародия-попурри на российских и иностранных певцов;

Вне конкурса:
- Пародия на летнее времяпрепровождение членов жюри в Одессе;

Категория «Миниатюра»:
- трио «Plastic Ladies» — спор девушек о своей красоте;
- квартет «Зима — Verters» — в обычной семье 2212 года;
- дуэт «Партизаны» — уборщица в кукольном театре; очень большой комар;

Категория «Variety»:
- Алексей и Алёна Корза — минииллюзии;
- Александр Батуев — утренняя гимнастика;
- Геннадий Ткаченко-Папиж — звуки природы;

Вне конкурса:
- Пародия на фестиваль «Славянский базар». Пародии на ВИА «Верасы», Лайму Вайкуле, Эдиту Пьеху.

#### Второй день
- «MozART group» — попурри классической музыки в стилях народов мира;

Категория «Stand Up»:
- Дмитрий Романов — о различных национальностях;
- Виталий Коломиец — воспитание детей;
- Вячеслав Комиссаренко — что делать, если бросила девушка;
- Антон Борисов — фоновые мелодии в американских фильмах;

Вне конкурса:
- Пародия на «Дискотеку 90-х» (пародии на Скэтмена Джона, дуэт Эроса Рамазотти и Тины Тёрнер, группу «Army of Lovers»);

Категория «Музыкальный номер»:
- трио «Балалайцы» — попурри современной популярной музыки на балалайках;
- Сергей Смирнов — песни «Аллилуев» и «Заподлянка»;
- дуэт «Унисон» — пантомима «Фотографирование пианистки»;
- Мишель Лозьер — исполнение музыки на повседневных предметах;
- Ерёма и Марина Черевко — минифантазии о детстве российских звёзд; пародия на известных российских личностей;

Категория «Пародия»:
- Владлена Бурнашова — как исполняли бы свои произведения мировые певцы в Якутии;
- Олег Есенин — привычные герои в необычных ситуациях;

Вне конкурса:
- «MozART group» — как впечатлить женщину, будучи музыкантом;
- Пародия на битву танцевального шоу «Riverdance» против русского народного ансамбля «Ручеёк».

#### Третий день
- Дэвид Шайнер — поиск своего места в зале;
- Александр Цекало и Иван Ургант — объявление победителей;
- «Вечерний квартал» — выпуск новостей наутро после корпоратива; исповедь работника ГИБДД;
- Ростислав Хаит и Леонид Барац — недостоверные новости;
- Андрей Баринов — пародия на исполнителей российской эстрады;
- Дэвид Шайнер — съёмка кинофильма;
- «Jukebox Trio» — песня «Шаланды, полные кефали»;
- Евгений Воронин — магия;
- Мишель Лозьер — исполнение музыки на повседневных предметах;
- Раймонд Кроу — романтический пиджак;
- Александр Скичко и Валерий Юрченко — критикующая пародия-попурри на российских и иностранных певцов;
- Иренеуш Кросны — моноспектакль «Красотка вечером»;
- «MozART group» — искалеченный оркестр;
- Нонна Гришаева — пародия на Любовь Успенскую с песней «Кабриолет» про отечественный автопром;
- Геннадий Ткаченко-Папиж — звуки природы;
- Ирида Хусаинова — пародия на Чарли Чаплина, Мэрилин Монро, Майкла Джексона и Леди Гагу;
- «Дети лейтенанта Шмидта» — кастинг в программу телеканала НТВ «Секунда славы»;
- Олег Есенин — привычные герои в необычных ситуациях;
- Раймонд Кроу — музыкальный театр теней.

### Над фестивалем работали

#### Артисты
- Сергей Бурунов;
- Игорь Кистол;
- Нонна Гришаева;
- Александр Олешко;
- Алексей Федотов;
- Дмитрий Малашенко;
- Маруся Зыкова;
- Александр Лобанов;
- Андрей Бедняков;
- Светлана Галка;
- Инга Илюшина;
- Ирида Хусаинова;
- Андрей Баринов.

#### Жюри
- Михаил Боярский;
- Вера Брежнева;
- Иван Охлобыстин;
- Александр Васильев;
- Леонид Барац (1 день);
- Нонна Гришаева (2 день).

## Награды
- В 2012 году телеверсия фестиваля получила премию ТЭФИ в номинации «Развлекательная программа. Образ жизни»[19].